# Max Schmalzl
Maximilan Schmalzl, connu sous le diminutif de Max Schmalzl, né le 7 juillet 1850 à Falkenstein et mort le 7 janvier 1930 à Gars am Inn, est un religieux rédemptoriste allemand, peintre, et illustrateur appartenant à l'école de Beuron et au mouvement nazaréen.

## Biographie
Né le 7 juillet 1850 à Falkenstein, en royaume de Bavière, dans une famille catholique d'artistes. Maximilian Schmalzl étudie à l'école royale des arts appliqués de Munich, où il reçoit l'enseignement de Theodor Spiess. Il étudie particulièrement les arts décoratifs et reçoit comme récompense de son talent une bourse d'études de 200 florins en septembre 1871. Attiré par la vie religieuse, il prononce ses vœux religieux dans l'ordre rédemptoriste à Gars am Inn le 20 juillet 1878, devenant frère Max.
Son confrère dans la congrégation du Très Saint Rédempteur, Georg Schober, responsable des publications liturgiques de la maison d'édition maison d'édition Pustet (de) de Ratisbonne, a largement recours a ses services comme illustrateur de missels et d'autres livres liturgiques. Cette série de commandes fait connaître son nom, car les publications en latin de la maison Pustet sont diffusées dans le monde entier, et le pape Pie X l'invite à illustrer également les publications liturgiques des presses du Vatican. En parallèle à cette activité d'illustrateur, il réalise lui-même des fresques dans différentes églises en Allemagne, Italie, et Amérique, ou bien élabore des cartons à l'usage d'autres peintres, de sculpteurs ou de mosaïstes. En mauvaise santé, il ne peut plus travailler à partir de 1924, et meurt à Gars am Inn le 7 janvier 1930.

## Œuvre

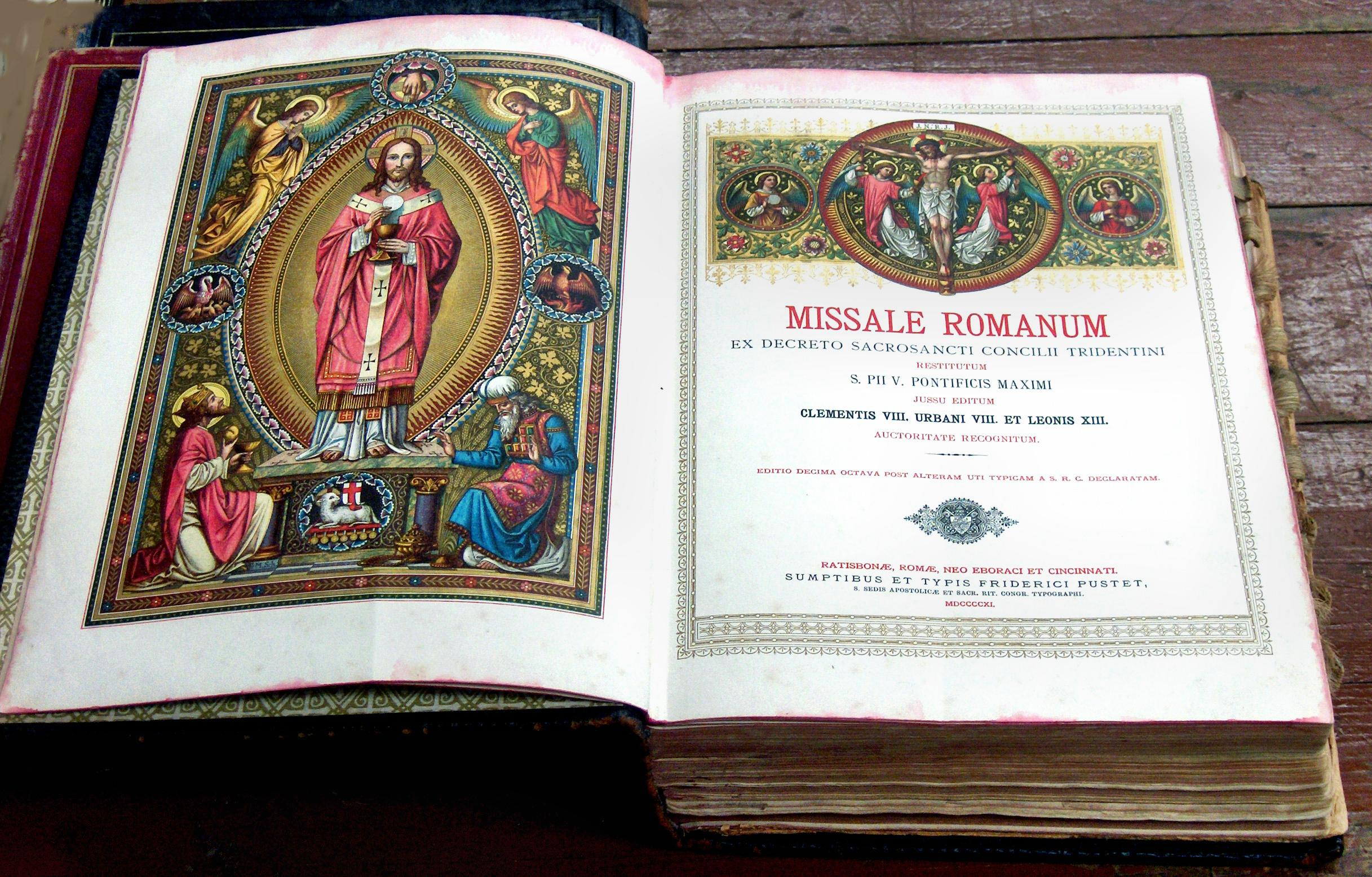
Missale Romanum des éditions Pustet illustré par Max Schmalzl

Étant avant tout un profès d'un ordre religieux, Max Schmalzl ne pratique que l'art sacré, dans le but de servir de support à la dévotion et d'illustrer les dogmes de la religion catholique. Son travail l'apparente au mouvement nazaréen, qui s'inspire de l'art de la première Renaissance italienne, y reconnaissant un modèle de pureté spirituelle. L'influence de l'école de Beuron est également manifeste dans le caractère volontiers géométrique de sa production, et l'éthos monastique qui s'y manifeste. Cependant, son style lui est propre, et il y reste fidèle tout au long de sa carrière, ignorant les évolutions de l'art sacré. Il fut ainsi qualifié de "dernier nazaréen" et de "Fra Angelico bavarois".
Schmalzl ne signe généralement pas ses œuvres, se plaçant ainsi dans la ligne des artistes médiévaux. Il lui arrive cependant d'y incorporer les initiales FMS or FrMSch, pour Frater Max Schmalzl.
Parmi les commandes les plus prestigieuses passées à Max Schmalzl, les fresques et mosaïques des églises Saint-Alphonse à l'Esquilin et San Gioacchino in Prati de Rome, le chemin de croix de la cathédrale de l'Assomption de Covington et celui de la deuxième basilique Notre-Dame d'Aparecida, le maître-autel de l'église de la Rédemption de Hernals.

## Galerie d'images

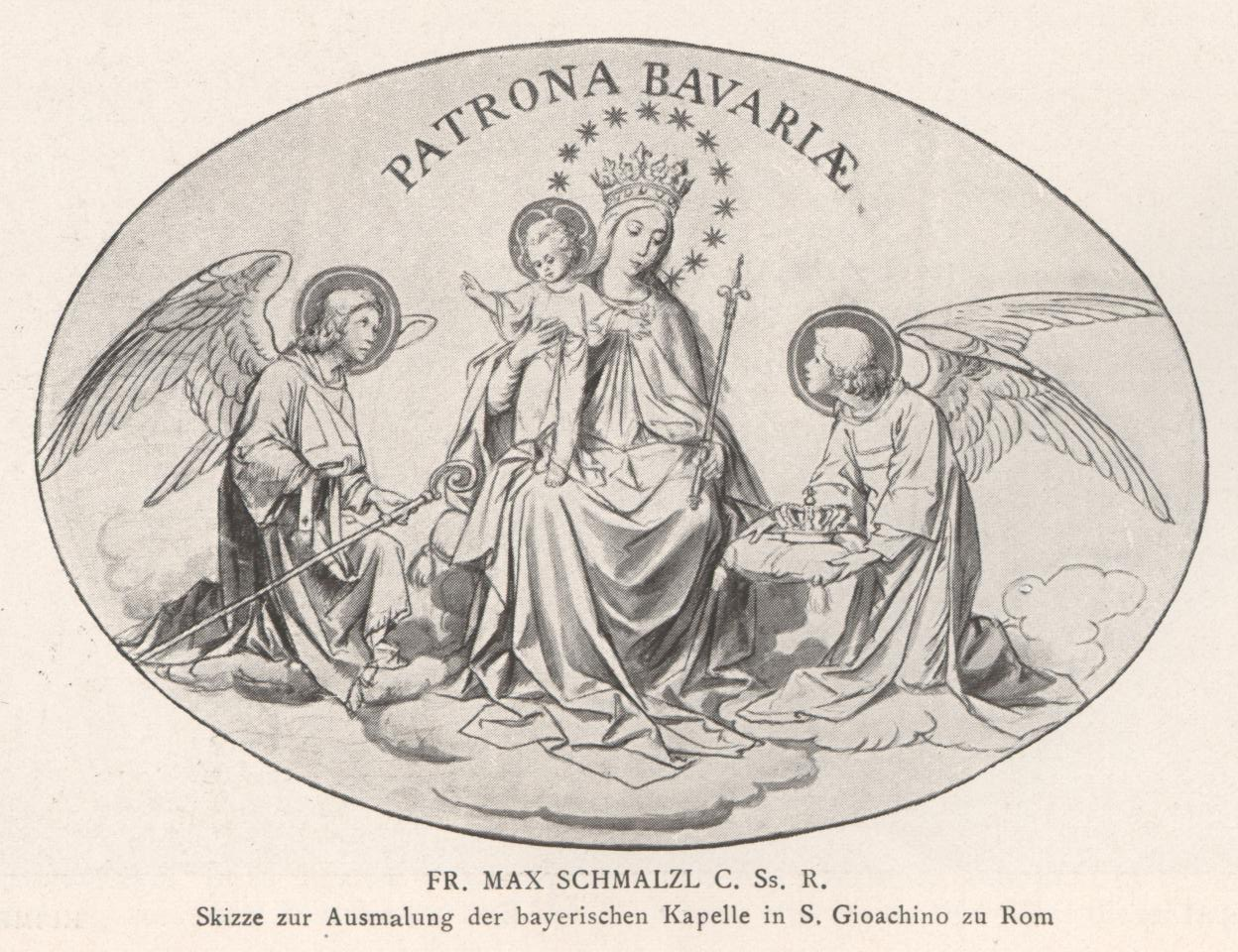
Carton pour la chapelle bavaroise de l'église San Gioacchino in Prati de Rome
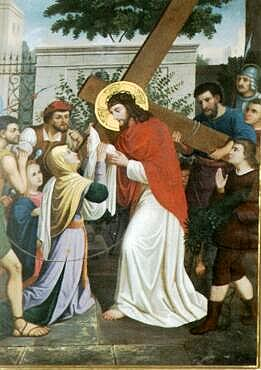
Chemin de croix de l'église Sainte-Thérèse de Ratisbonne (de)
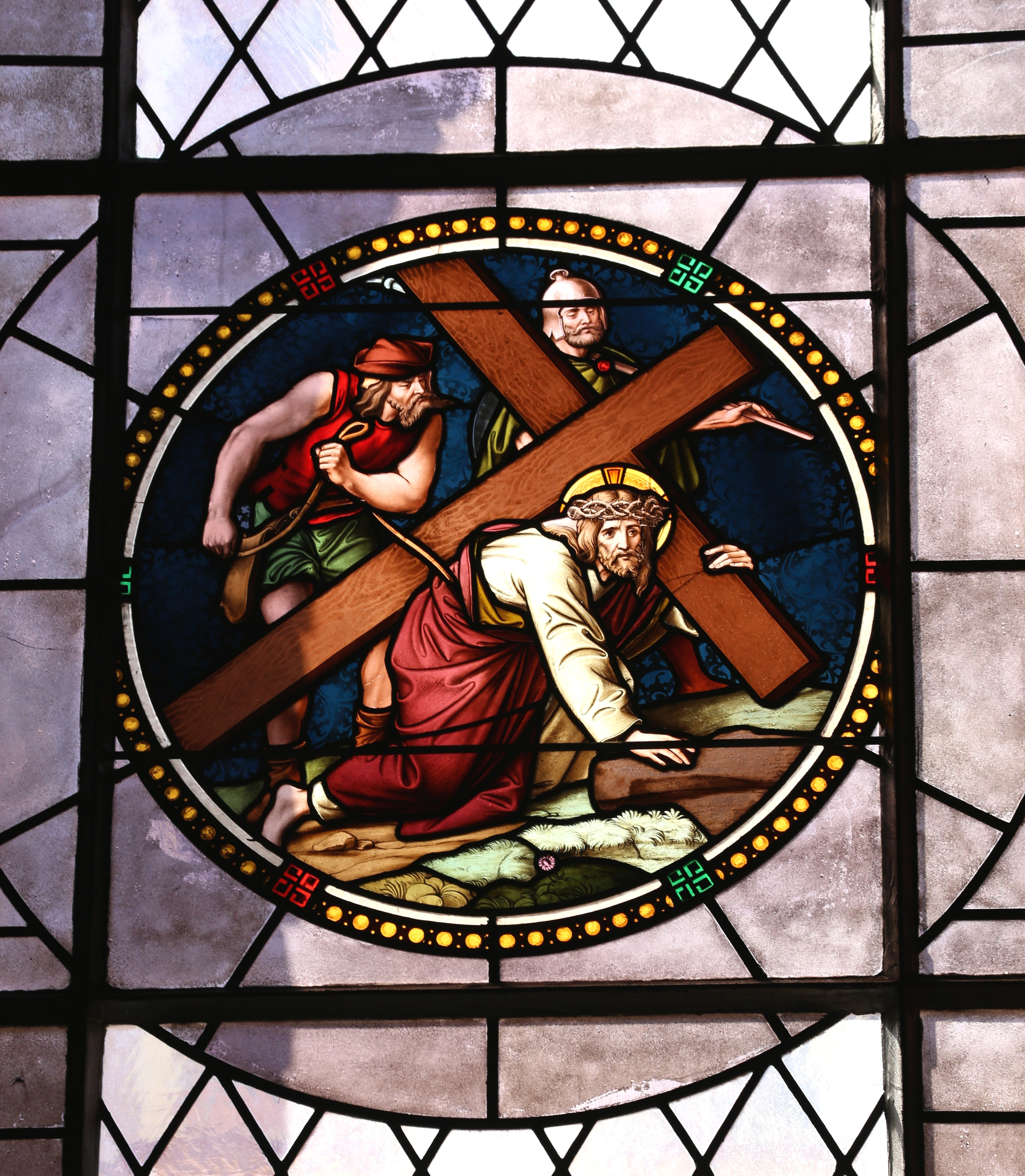
Vitrail, église Saint-Barthélémy de Kraiburg
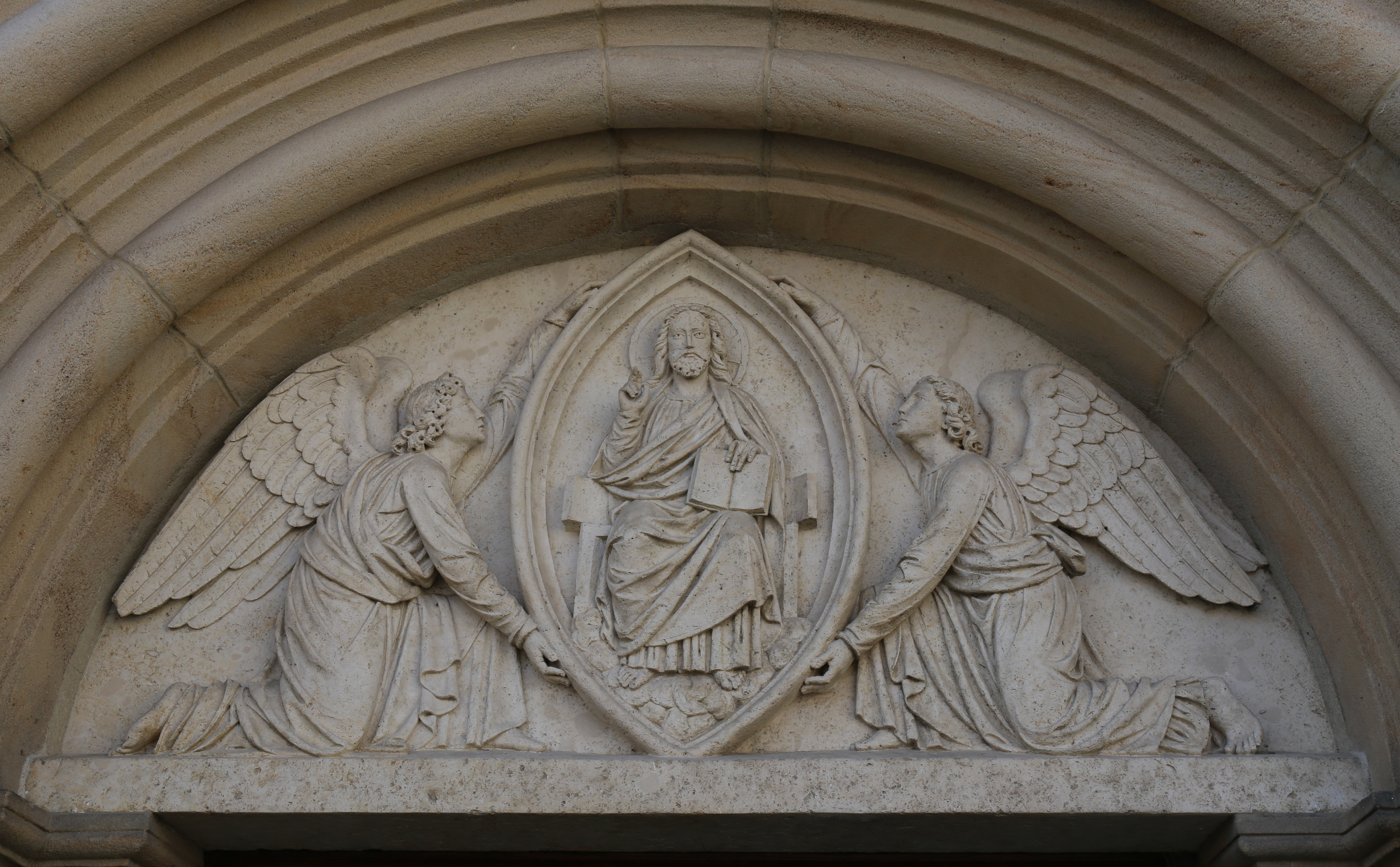
Tympan, église Saint-Barthélémy de Kraiburg
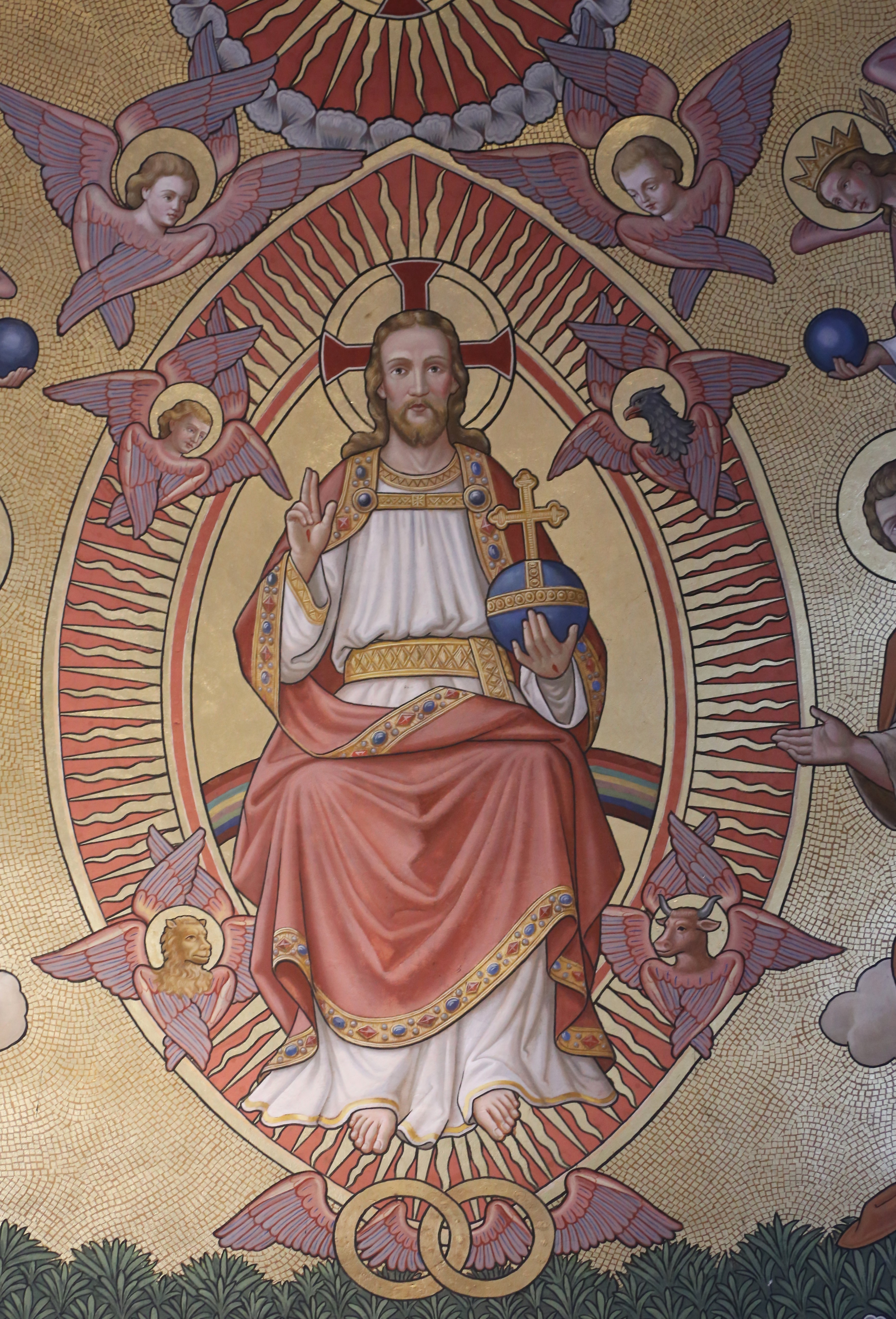
Peinture de l'abside, église Saint-Barthélémy de Kraiburg
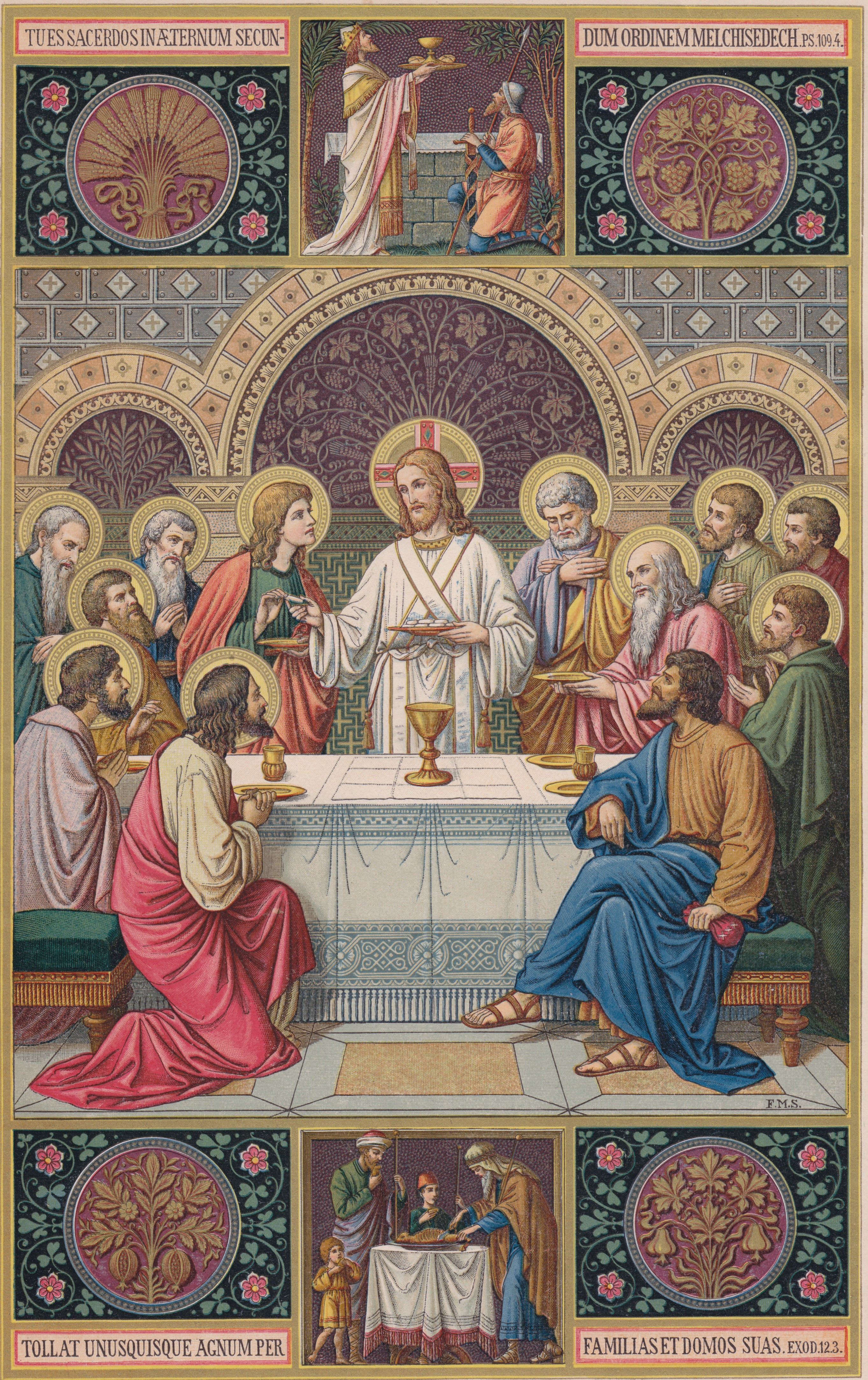
Frontispice d'un Missale Romanum des éditions Pustet
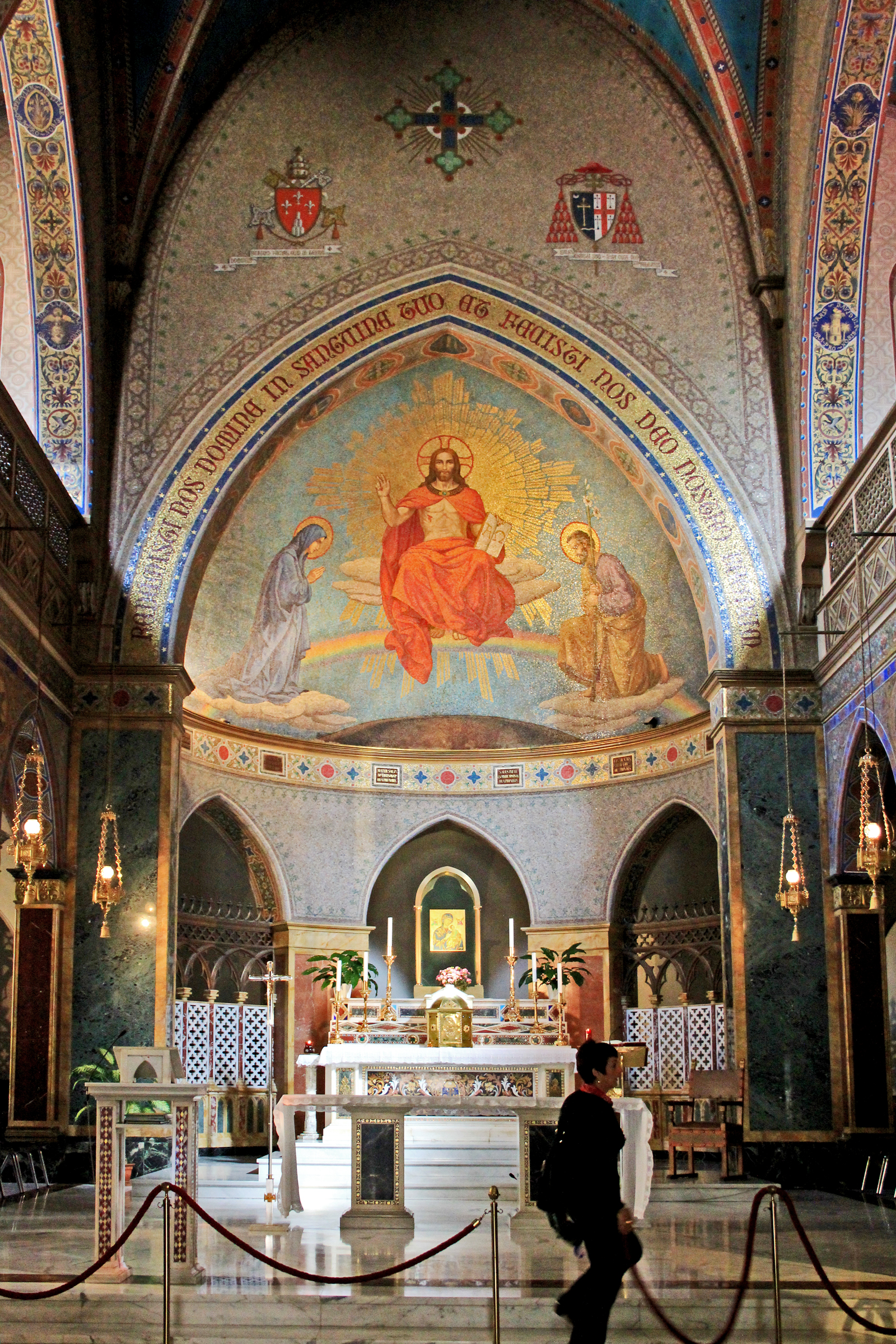
Mosaïques de l'église Saint-Alphonse à l'Esquilin, Rome